# Pigafetta (Gattung)
Pigafetta ist eine Pflanzengattung innerhalb der Familie der Palmengewächse (Arecaceae). Von den nur zwei Arten kommt eine nur im nördlichen Sulawesi und die andere kommt nur von den Molukken bis Neuguinea vor. Mit bis zu 50 Meter Höhe gehören zu ihr die höchsten Palmen Asiens.

## Beschreibung

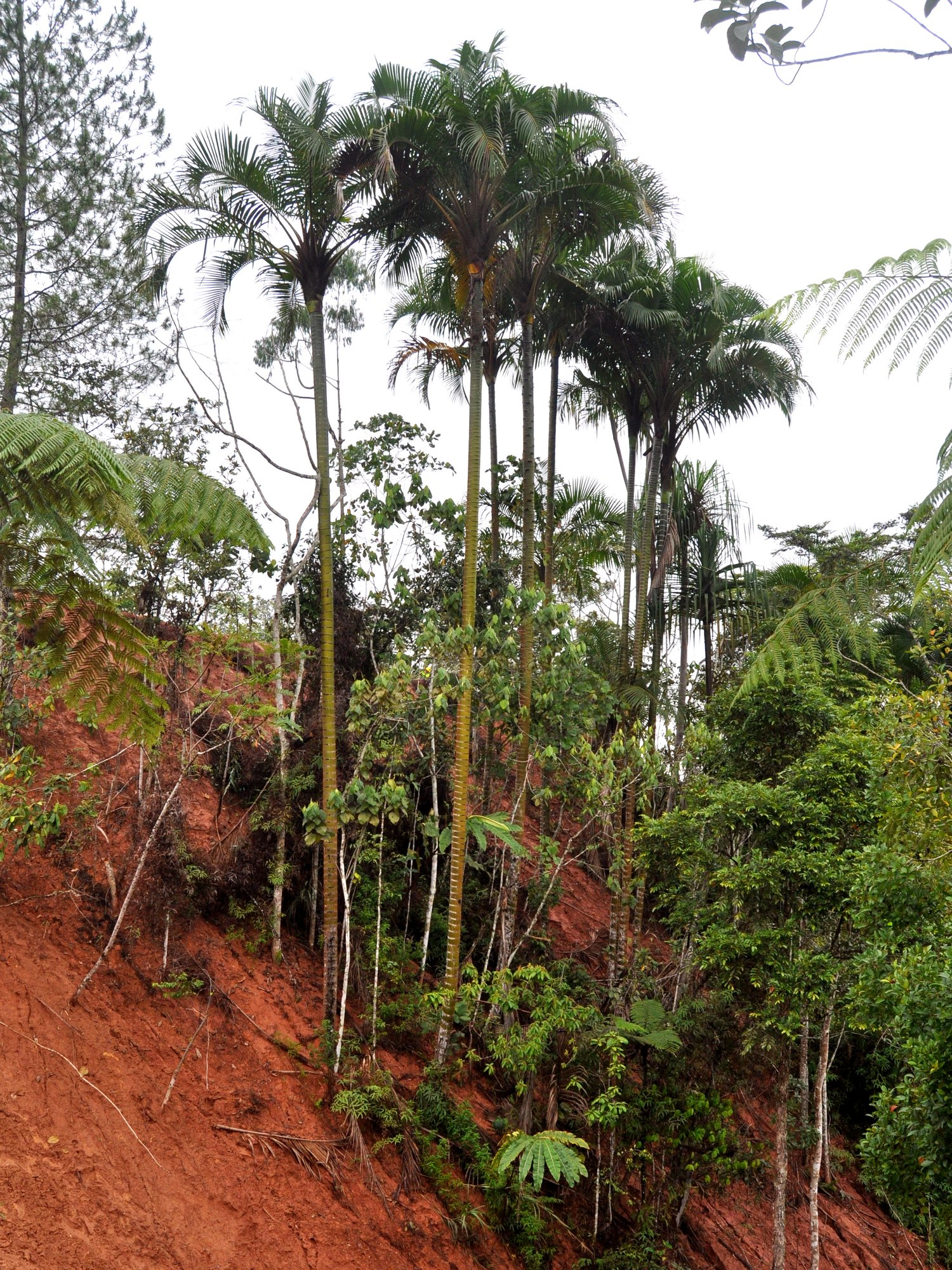
Habitus von Pigafetta elata

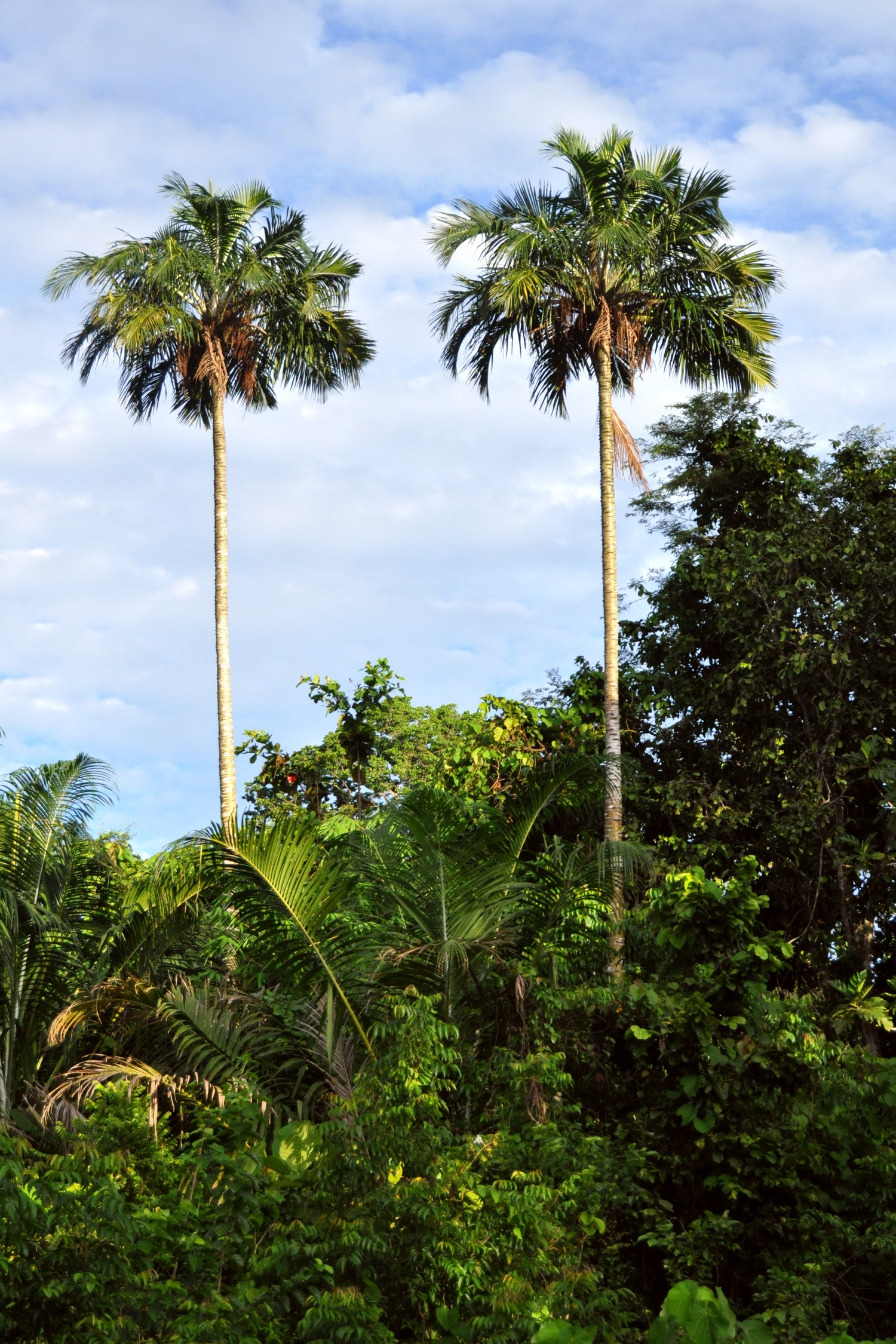
Habitus von Pigafetta filaris

### Erscheinungsbild
Pigafetta-Arten sind massive, einzelstämmige, bewehrte baumförmige Palmen. Der Stamm ist aufrecht, wird sehr hoch und besitzt auffällige Knotennarben. Die Internodien sind glänzend, oben grün, später werden sie braun. An der Basis des Stammes entspringen zahlreiche, etwas stachelartige Adventivwurzeln. Die Stammrinde ist sehr hart. Das Mark ist weich.

### Blätter
Die Blätter sind gefiedert, stark gebogen, und fallen bei höheren Exemplaren mit einer glatten Narbe ab. Die Blattscheide reißt gegenüber dem Blattstiel auf. Die Scheide ist an der Basis unbewehrt, weiter oben abaxial (an der Außenseite) mit niedrigen Krägen besetzt, die zahlreiche weiche, biegsame Stacheln tragen. Der Blattstiel fehlt bei Pigafetta filaris und ist bei Pigafetta elata sehr massiv. Stiel und Rhachis sind an der Unterseite wie die Scheide bewehrt. Die Fiederblättchen sind einfach gefaltet, zahlreich und regelmäßig angeordnet. Sie sind gebogen, schlank, zugespitzt. Am Rand sitzen kurze, an den Mittelrippen lange Borsten.

### Blütenstände
Pigafetta-Arten blühen mehrmals und sind zweihäusig getrenntgeschlechtig (diözisch). Die Blütenstände stehen in Blattachseln, zur Blüte zwischen den Blättern (intrafoliar), und kommen manchmal mit der Zeit durch das Abfallen des Tragblattes unter der Blattkrone zu stehen. Sie stehen eher waagrecht und sind zweifach verzweigt. Das Vorblatt hat eine eng anliegende Blattscheide und ist dicht behaart. Die etwa acht Hochblätter am Blütenstandsstiel sind röhrig und bei männlichen Blütenständen etwas aufgeblasen. Die Blütenstandsachsen sind länger als der Stiel. Die Seitenachsen erster Ordnung sind hängend. Die Seitenachsen zweiter Ordnung sind ebenfalls hängend und tragen die Blüten. Bei den männlichen Blütenständen trägt jedes Tragblatt eine Dyade von fertilen Blüten, bei den weiblichen eine einzelne weibliche Blüte.

### Blüten
Die männlichen Blüten sind symmetrisch. Der Kelch ist gestreift, becherförmig und hat drei flache Lappen. Die Krone ist länger als der Kelch, an der Basis röhrig und hat drei gestreifte, schmale, dreieckige Lappen. Die sechs Staubblätter setzen an der Mündung der Kronröhre an. Die Staubfäden sind seitlich zu einem niedrigen Ring verwachsen. Die Staubbeutel sind länglich, leicht pfeilförmig. Das Stempelfragment ist sehr klein. Die Pollenkörner sind kugelig und symmetrisch. Sie haben keine Keimöffnung (sind inaperturat). Die längste Achse misst 29 bis 36 Mikrometer.
Die weiblichen Blüten sind annähernd kugelig. Der Kelchbecher hat drei sehr kurze Lappen. Die Krone ist fast bis zur Basis in drei breite, dreieckige Lappen zerteilt. Die sechs Staminodien sind durch ihre Staubfäden zu einem kurzen Ring mit sechs Lappen vereint, der abgeflachte, leere Staubbeutel trägt. Die drei Fruchtblätter sind unvollständig zu einem Fruchtknoten mit drei Fruchtfächern verwachsen, enthält drei Samenanlagen, ist kugelig und von Schuppen bedeckt. Die Samenanlagen sind anatrop und sitzen basal. Die drei Narben sind kurz und zurückgebogen.

### Früchte und Samen
Die Frucht ist sehr klein, eiförmig und enthält einen Samen. Das Exokarp ist in senkrechten Reihen mit zurückgebogenen Schuppen besetzt. Das Mesokarp ist dünn, ebenso das nicht ausdifferenzierte Endokarp. Der Samen sitzt basal, ist seitlich etwas abgeflacht und mit einer dicken, süßen Sarkotesta umgeben. Das Endosperm ist homogen mit sehr flachen Einbuchtungen und hat seitlich eine flache Grube. Der Embryo sitzt seitlich gegenüber der Grube.

### Chromosomensätze
Die Chromosomenzahl beträgt 2n = 28.

## Vorkommen
Pigafetta filaris kommt auf den Molukken und Neuguinea vor, Pigafetta elata ist ein Endemit von Sulawesi.
Pigafetta elata ist eine Pionierpalme an bergigen gestörten Standorten und kommt vor allem in Höhenlagen von 300 bis 1500 Metern vor; sie wächst auf alten Erdrutschen, Lavaströmen und an Flussbänken sowie auf aufgelassenen Nutzflächen. Pigafetta filaris scheint ebenfalls eine Pionierpalme zu sein, über sie ist aber wenig bekannt.

## Systematik
Die Gattung Pigafetta wurde 1877 durch Odoardo Beccari in Malesia, Band 1, Seite 89 aufgestellt. Er übernahm den Namen von Carl Ludwig von Blume. Beccaris Namen und Beschreibung wurde als nomen concervandum sanktioniert. Der Gattungsname Pigafetta ehrt Antonio Pigafetta (1492 bis 1531), einen Reisegefährten Magellans, der der Chronist seiner Weltumsegelung war und auch Fauna sowie Flora beschrieb.
Pigafetta (Blume) Becc. Gattung der Subtribus Pigafettinae aus der Tribus Calameae in der Unterfamilie Calamoideae innerhalb der Familie Arecaceae. Pigafetta ist eine monophyletische Gruppe.
Es gibt nur zwei Arten:
- Pigafetta elata (Mart.) H.Wendl.: Dieser Endemit kommt nur im nördlichen Sulawesi vor.[2]
- Pigafetta filaris (Giseke) Becc.: Sie kommt nur von den Molukken bis Neuguinea vor.[2]

## Nutzung
Die Stämme von Pigafetta elata werden auf Sulawesi für Säulen im Hausbau, für Bretterböden und zur Herstellung von einfachen Möbeln verwendet.

## Belege